# Общество Филалетов
Общество Филалетов является масонским исследовательским обществом, основанным в Северной Америке.

## История
Общество было основано 1 октября 1928 года, группой масонских авторов во главе с Сайрусом Филд Уиллардом. Уиллард был бывшим репортёром Boston Globe и основателем утопической коммуны на Пьюджет-Саунд. Общество Филалетов было создано для того, чтобы удовлетворить потребности тех, кто ищет более глубокого проникновения в историю ритуалов и символики масонства.

## Происхождение названия
Греческое слово φιλαλήθης использовалось древними авторами, такими как Аристотель и Плутарх, и означало всегда — любитель истины. Слово вошло в обиход в масонских кругах через алхимика и мистика Роберта Самбера (1682—1745), который использовал псевдоним Евгений Филалет. Использование Самбером такого имени было данью уважения к Томасу Вогану, более раннему алхимику, который использовал то же самое имя. В 1772 году, в Париже, был основан Устав Филалетов, который был посвящён изучению эзотерики. Президент-основатель общества, Сайрус Уиллард писал в 1936 году: что Общество Филалетов получило своё название от парижских Филалетов.

## Членство
Первоначально Общество Филалетов состояло из 40 стипендиатов — признанных масонских авторов. Общество было организовано по принципу Французской академии. Доступ был открыт для всех регулярных мастеров масонов через заочное участие. Сегодня члены заочного участия упоминаются как члены общества. Количество стипендиатов по-прежнему ограничено до 40.
Первыми стипендиатами были: Сайрус Филд Уиллард, Гарольд Б. Вурис, Редьярд Киплинг, Освальд Вирт, Роберт И. Клегг, Генри Ф. Эванс, Луи Блок, Дж. Уго Татч, Чарльз С. Пламб, Гарри Л. Хейвуд, Д. С. М. Уорд, и Чарльз С. Хант.
За всё время существования Общества Филалетов избранными стипендиатами становились такие известные масонские исследователи, как: Карл Клауди (1936), Артур Эдвард Уэйт (1937), Рэй Денслоу (1945), Аллен Э. Робертс (1963), С. Брент Моррис (1980), Джон Маук Хиллиард (1981), Уоллес Маклеод (1986), Томас У. Джексон (1991), Норман Винсент Пил (1991), Роберт Г. Дэвис (1993), Леон Зельдис (1994) и Джей Кинни (2010).

## Публикации
На первых порах появления Общества Филалетов оно не имело своего печатного издания, и поэтому все публикации печатались в других изданиях. Из-за начала Великой депрессии и Второй мировой войны почти все масонские издания прекратили выпуск специализированной литературы на масонскую тематику. После окончания войны, проблем с собственным изданием Общество Филалетов не испытывало, и смогло выпустить первый номер журнала «Филалет». Первый выпуск датирован мартом 1946 года, под редакцией Уолтера А. Квинке.
Филалет: «Обзор масонских исследований» и литературы стал де факто журналом для североамериканского масонства. Журнал публиковал оригинальные исследования, масонские образовательные статьи, обзоры книг, искусства и поэзии масонских писателей. В настоящее время журнал издается ежеквартально.